# Kodrań (gmina Rząśnia)
Kodrań – wieś w Polsce, położona w województwie łódzkim, w powiecie pajęczańskim, w gminie Rząśnia.
W latach 1975–1998 miejscowość należała administracyjnie do województwa piotrkowskiego.